# Liste mecklenburgischer Hoflieferanten
In den mecklenburgischen (Teil-)Herzogtümern Mecklenburg-Güstrow, Mecklenburg-Schwerin und Mecklenburg-Strelitz wurde ein Handwerker, Künstler oder ein Kaufmann bzw. Unternehmen oder dessen Inhaber von den (Groß-)Herzögen für seine Verdienste und auf Grund der hohen Qualität der Produkte mit Titeln wie Hofhandwerker, Hofkünstler oder Hoflieferant geehrt. Die Titelempfänger mussten dabei nicht zwingend in Mecklenburg ansässig sein.

## Herzoglich bzw. Großherzoglich mecklenburgische Hoflieferanten
Die unvollständige Liste unten der offiziellen Hof-Titelträger ist nach Nachnamen aufgestellt. Sie waren gewöhnlich dem Hofstaat der Regenten zugeordnet. Jedoch konnten auch Ehefrauen der Regenten sowie andere Mitglieder der Fürstenfamilie derartige Hoftitel vergeben, sofern sie über eigene Hofstaaten verfügten. Die Veröffentlichung der Namen erfolgte z. B. für Mecklenburg-Schwerin und für Mecklenburg-Strelitz in den jährlich erscheinenden Staats-Kalendern. Dort wurden im Abschnitt „Hof-Etat“ z. B. die Namen der Hofkünstler, Hofhandwerker und Hoflieferanten veröffentlicht, sortiert nach den verschiedenen Gewerken. Dieser Titel war nicht vererbbar, nach Firmenübernahmen z. B. nach dem Tod des Firmeninhabers, musste der Titel neu beantragt werden.

### Mecklenburg-Güstrow
- Johann Christian Jauch – Hoflieferant des Herzogs Gustav Adolf von Mecklenburg-Güstrow (Schuhe)

### Mecklenburg-Schwerin
- Wilhelm Bartelmann, Hofkorbmacher, Rostock.
- Leonhard Baeumcher und Carl Anton Baeumcher, Fa. Baeumcher & Co., Gummi- und Guttaperchawarenhandlung, Dresden, Wilsdrufferstraße 2 und Seestraße 2, sie waren auch Kgl. Bayerische Hoflieferanten und Kgl. Sächsische Hoflieferanten[1]
- Otto Börs Pianoforte-Fabrikanten, Hamburg, Schwerin am 27. April 1877[2]
- Farina gegenüber – 1882 Eau de Cologne Hoflieferant Seiner Königlichen Hoheit Friedrich Franz II. Großherzog von Mecklenburg Schwerin
- Heinrich Hinze – Hoflieferant des Großherzogs von Mecklenburg-Schwerin (Hüte, Schwerin)
- Hirsch & Co., Konfektion und Pelze, Dresden, Prager Straße 6/8, hatten auch an anderen Höfen ein Hofprädikat[3]
- Bohumila Höffert, geb. Wehle und Wilhelm Höffert, Hofphotograph, Dresden, Prager Straße 7, waren auch im Königreich Sachsen Hofphotograph[4]
- Friedrich Spittel – Hoflieferant der Großherzogin von Mecklenburg-Schwerin (Blumen, Arnstadt)
- Carl Christoph Stiller, Stillersche Hofbuchhandlung (Hofbuchhandlung seit 1819), Schwerin
- Deutsches Kolonialhaus von Bruno Antelmann, Berlin
- Wilhelm Süsserott, Berlin – Hofbuchhändler Seiner Königlichen Hoheit des Großherzogs von Mecklenburg-Schwerin
- Dingeldey & Werres, Berlin (Tropenausrüstung, Reise- und Sportbedarf)
- Hermann Jung, Inh. Alois Michael Pattis, Schneider sowie Schneidergeschäft für den Herren, Dresden, König-Johann-Straße 19, (siehe Werbeanzeige).[5]
- Friedrich Franz Georg Krille, Carl Krille, Schwerin – Hofmechaniker des Großherzogs Friedrich Franz II. von Mecklenburg-Schwerin 14. Dezember 1872
- Paul Friedrich Gustav Georg Krille, Schwerin – Hofoptiker und Mechaniker des Großherzogs Friedrich Franz IV. von Mecklenburg-Schwerin 4. Juli 1907
- Karl Ludwig Cristian Wilhelm Krille, Rostock – Hofoptiker und Mechaniker des Großherzogs Friedrich Franz IV. von Mecklenburg-Schwerin 4. Juli 1907
- Albin Rudolf Pausdorf, Dresden – Hotel Kaiser Wilhelm, Dresden – Hoflieferant des Großherzogs von Mecklenburg-Schwerin
- Gustav F. Ritter, Grabow (Elde), Pfeffernuss- und Biscuitfabrik Bollhagen, Hoflieferant des Großherzogs von Mecklenburg-Schwerin
- Hermann Schäfer und Friedrich Traugott Paul Schäfer, Hofschmied, Dresden, Trompeterstraße 14, waren auch Hofschmied im Königreich Sachsen[6]
- F. A. Schumann  Berlin Leipzigerstraße 109, Porzellanmanufaktur im Wedding, war Hoflieferant des Herzogs Paul von Mecklenburg.[7]
- “I.H. Glüsing” gegr. v. Johann Hinrich Glüsing, Schwerin – Damenboutique Hoflieferant des Großherzogs von Mecklenburg-Schwerin
- M & O Ohlsson, Ystad (und Lübeck) – 1898 Mecklenburg-Schwerinscher Hofglockengießer
- Hermann Balgè – Rostock – Hoflieferant des Großherzogs von Mecklenburg-Schwerin seit 1890 (Hüte, Mützen)
- Ludwig Düwahl – Plau am See, Hofjuwelier des Großherzogs Friedrich Franz IV.
- Hannoversche Fahnenfabrik, Hannover
- Sievert Steenbock, Hoffotograf seit 1892

### Mecklenburg-Strelitz
- Carl Brünslow, Neubrandenburg, 1842–1883 Hofbuchhändler
- Christian Gottlob Korb, Neubrandenburg, 1775–1825 Hofbuchdrucker
- Salomon Michaelis, Neustrelitz, 1795–1798 Hofbuchhändler